# NGC 7662
Az NGC 7662 (más néven Blue Snowball vagy Caldwell 22) egy planetáris köd az Andromeda (Androméda) csillagképben.

## Felfedezése
A ködöt William Herschel német-angol csillagász fedezte fel 1784-ben.

## Képek

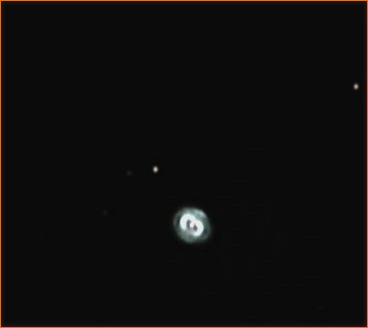
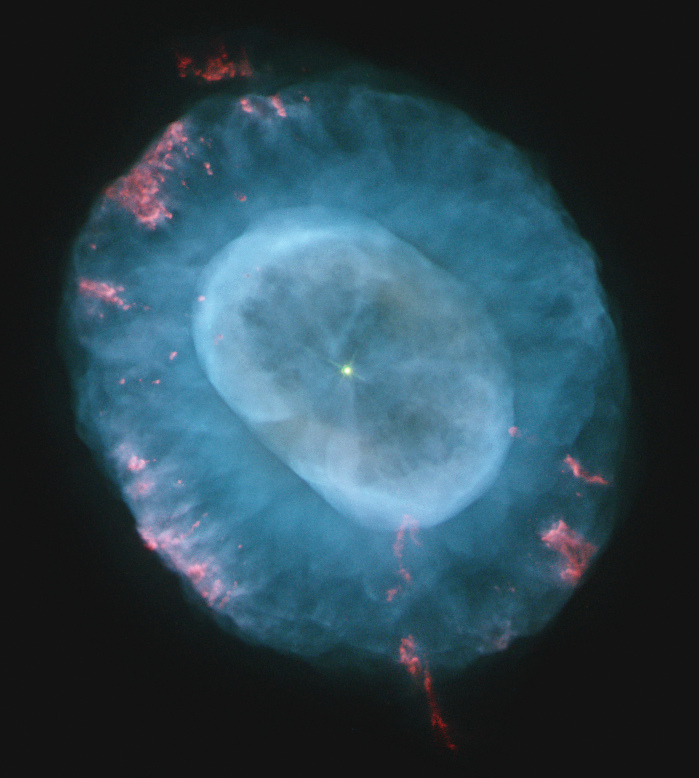

## Tudományos adatok
Az NGC 7662 214 km/s sebességgel távolodik tőlünk.